# Amblydromalus limonicus
Amblydromalus limonicus är en spindeldjursart som först beskrevs av Garman och McGregor 1956.  Amblydromalus limonicus ingår i släktet Amblydromalus och familjen Phytoseiidae. Inga underarter finns listade i Catalogue of Life.